# Bloody Monday
Bloody Monday (ブラッディマンデイ?, Buraddi Mandei) è un manga scritto da Ryō Ryūmon e disegnato da Megumi Kouji. La serie è stata pubblicata su Weekly Shōnen Magazine di Kōdansha da marzo 2007 ad aprile 2009, con capitoli individuali contenuti in undici tankōbon dal 15 maggio 2009, per un totale di 96 capitoli totali. La seconda stagione del manga è stata pubblicata dal 14 ottobre 2009 al 20 aprile 2011 mentre la terza dal 15 giugno 2011 al 28 marzo 2012, entrambe sempre su Weekly Shōnen Magazine.
La storia è stata adattata in una serie TV live action in formato dorama nel 2008, con Haruma Miura che interpreta il ruolo del protagonista maschile; a cui è seguita una 2ª stagione nel 2010 con gli stessi attori, entrambe trasmesse su TBS.

## Trama

### 1ª stagione
Una spia russa viene trovata assassinata in Giappone, con l'unico indizio della sua morte consistente in un chip di memoria che è riuscito a nascondere al suo assassino. La sezione Third-I della Public Security Intelligence Agency recluta Fujimaru Takagi, un brillante giovane hacker conosciuto come "Falcon", per decriptare il chip il quale contiene un file video che documenta l'infestazione virale in Russia dove vennero uccise migliaia di persone, conosciuto come il "Massacro di Natale".
Le cose si fanno ulteriormente complicate quando il padre di Fujimaru, un ufficiale di alto grado del Third-I, viene accusato ingiustamente dell'assassinio del suo superiore quando ricevette ulteriori informazioni relative al "Massacro di Natale", ed il nome in codice di un futuro attacco alla capitale giapponese tramite un virus: "Blood Monday".
La terrorista Maya Orihara, responsabile dell'incidente in Russia, è adesso a Tokyo per recuperare il chip e per impedire che l'Third-I venga a conoscenza della verità sul complotto terroristico che vuol portar il virus Bloody X in Giappone. Così va sotto copertura come insegnante di biologia allo stesso liceo frequentato da Fujimaru. Da quel momento in poi diventa sempre più difficile per Fujimaru capire di chi fidarsi per usare le sue abilità hacker di alto livello, per provare a salvare il paese e rivelare il mistero di "Bloody Monday" e della setta di fanatici religiosi che trama dietro di esso.
Dovrà combattere contro i terroristi capitanati da J, oltre che a K e all'hacker "Hornet".

### 2ª stagione
La vicenda si svolge due anni dopo la conclusione del tentativo d'attacco terroristico a Tokyo. Ma presto Fujimaru dovrà vedersela nuovamente con loro e soprattutto col loro capo J, che questa volta ha fatto dirottare un aereo.
Si scopriranno inoltre i responsabili per l'attacco terroristico di due anni prima della 1ª stagione, ovvero l'organizzazione "il Franco Cacciatore". Nel corso della vicenda, Falcon dovrà combattere contro l'hacker "Peter Pan", ovvero colui che gli ha insegnato ad hackerare.

### 3ª stagione
Nell'ultima ma intrigante stagione di Bloody Monday, si scoprono diverse cose interessanti, come l'identità del narratore, (colui che ha tirato i fili degli scorsi attentati terroristici), ma anche che J e Falcon stanno collaborando a un progetto. La vicenda si svolge nella Tokyo Neo Tower.

## Personaggi

### Studenti e amici
- Fujimaru Takagi (高木 藤丸?, Takagi Fujimaru):

uno studente di seconda superiore e membro del "Club del giornale". È un hacker che agisce con il nome di Falcon (la vera identità di Falcon è sconosciuta a tutti). Queste abilità con il computer sono state ereditate dalla sua defunta madre.
- Otoya Kujō (九条 音弥?, Kujō Otoya):

uno studente di terza superiore e presidente del "Club del giornale". È molto abile con l'arco e si è classificato secondo in una competizione nazionale. È un amico d'infanzia di Fujimaru e l'unico a conoscenza della vera identità di Falcon. In seguito, su approvazione di Fujimaru, rivela al Club del Giornale la vera identità di Falcon. È nipote del ministro della giustizia, Masamune Kujō, e fratellastro di J. Porta il cognome della madre.
- Aoi Asada (朝田 あおい?, Asada Aoi):

una studentessa di seconda superiore e vicepresidente del "Club del giornale". È inoltre un'apprendista karate kid (il padre di Fujimaru è il suo insegnante).
- Mako Anzai (安斎 真子?, Anzai Mako):

una studentessa di prima superiore e membro del "Club del giornale". È una fan di Falcon. Più tardi si scopre che Mako è in realtà "K", la mente dietro il culto terrorista responsabile del "Bloody Monday". Quando viene ucciso il leader del culto, prende il comando e si avvia verso gli eventi finali. Tuttavia, viene tradita e uccisa dal suo assistente. Nonostante fosse K, Fujimaru non riesce ad accettare la sua morte.
- Hide Tachikawa (立川 英?, Tachikawa Hide):

uno studente di seconda superiore e membro del "Club del giornale". Sembra essere il più ingenuo del club, ma cerca comunque di rendersi utile. Vive con suo padre, la matrigna e il fratellastro (più tardi si scopre che la matrigna e il fratellastro fanno parte del culto terrorista). Muore dopo essere stato infettato dal virus Bloody-X.
- Haruka Takagi (高木 遥?, Takagi Haruka):

la sorella minore di Falcon e frequenta la terza media. Soffre di insufficienza renale e deve pertanto sottoporsi a frequenti dialisi.

### Membri della Third-I
- Ryūnosuke Takagi (高木 竜之介?, Takagi Ryūnosuke):

il padre di Fujimaru e il vice-direttore della Third-I. Viene accusato di aver ucciso il direttore Okita, quindi si mette in fuga. Viene poi provata la sua innocenza.
- Sayuri Hôjô (Hosho)

ufficiale donna responsabile della protezione di Fujimaru e Haruka. Si rivelerà in realtà una spia al soldo dei terroristi.
- M.Sonoma:

direttore generale dopo la morte di Koichi.
- Kôichi Okita:

ex direttore del dipartimento d'indagine, bersaglio designato d'un serial killer professionale, ucciso dopo aver consegnato un documento segretissimo a Ryūnosuke.
- Ikuma Kanô:

vice capo della squadra operativa.
- Gorô Kirishima:

agente d'elite della Third-I. Dopo la scomparsa di Ryūnosuke ne prende il posto.
- Ken'ichiro Kamata:

un burocrate, succede temporaneamente a Goro quando questi viene sollevato dall'incarico affidatogli.

### Terroristi
- Simon Kamishima.

capo carismatico della setta di fanatici religiosi che vuole distruggere il paese in quanto 'corrotto'. Imprigionato in un carcere di massima sicurezza e sorvegliato 24 ore su 24; i terroristi cercano di liberarlo. È il padre biologico sia di J che di K.
- K:

capo assoluto della misteriosa organizzazione, il suo nome corrisponde all'undicesima lettera dell'alfabeto.
- J:

capo esecutivo dei terroristi, fratello di K, il suo nome corrisponde alla decima lettera dell'alfabeto. Soprannominato dai suoi sottoposti il 'figlio di Dio'.
- Maya Orihara (折原 マヤ?, Orihara Maya):

lavora sotto copertura come insegnante di biologia, al fine di osservare Falcon. Fu responsabile del massacro di Natale. È un killer senza scrupoli ed è disposta ad uccidere chiunque pur di realizzare i propri scopi.
- Jack Damon:

killer professionista assoldato dai terroristi per eliminare i testimoni scomodi; licenziato dai servizi di sicurezza perché inutilmente crudele. Ha il tatuaggio di una farfalla sul dorso della mano sinistra.
- Shirota:

s'infiltra tra i conoscenti di Fujimaru per spiarne i movimenti.
- Masahiro Iba:

membro dell'organizzazione infiltratosi nelle forze d pubblica sicurezza.

### Altri
- Kankuse Funaki:

ispettore della polizia nazionale, crede nell'innocenza del padre di Fujimaru e mette in guardia lo stesso ragazzo dalla possibilità che all'interno della Third-I vi siano delle spie che lavorano per i terroristi.
- Sôsuke Shikimura:

ex compagno di studi dei genitori di Fujimaru.
- Kyôko Tominaga:

medico di Haruka.
- Hitomi Munakata:

ex compagna di college dei genitori di Fujimaru, ricercatrice biologa.
- Hibiki Mizusawa (響水沢?, Mizusawa Hibiki):
- Kanako Takagi:

madre defunta di Fujimaru e Haruka.
- Masamune Kujō:

ministro della giustizia e nonno materno di Otoya.

## Glossario
- THIRD-I (Terzo Occhio):

corpo speciale che lavora sotto la diretta giurisdizione del ministero della Giustizia, atta a prevenir e sventare possibili attacchi terroristici di matrice politico-religiosa.
- Strage di Natale:

nome del file di dati recuperato in Russia dopo l'attentato di Vladivostok. È un video che mostra come sono morti coloro che partecipavano alla messa di Natale dentro una chiesa: vomitando sangue e tra terribili contorsioni. Guardandolo Fujimaru si accorge prima che all'interno c'era anche Maya, e poi che la morte dei presenti non era dovuta al Bloody X bensì all'esplosione a distanza d'una bomba ai neutroni.
- BLOODY-X.

un virus batteriologico che i terroristi posseggono e che minacciano di diffondere tra la popolazione. I sintomi cominciano con febbre e vomito, piaghe nella pelle e sanguinamento delle mucose.

## Volumi

### Bloody Monday
| Nº | Titolo italiano | Data di prima pubblicazione              | Data di prima pubblicazione             |
| Nº | Titolo italiano | Giapponese                               | Italiano                                |
| 1  | Bloody Monday 1 | 17 agosto 2007 ISBN 978-4-06-363874-5    | 10 marzo 2010 ISBN 978-88-6420-915-9    |
| 1  | Capitoli - File.1 - Falcon - File.2 - Backup - File.3 - Il massacro di Natale - File.4 - Four persons - File.5 - La spia |                                          |                                         |
| 2  | Bloody Monday 2 | 14 settembre 2007 ISBN 978-4-06-363895-0 | 12 maggio 2010 ISBN 978-88-6420-916-6   |
| 2  | Capitoli - File.6 - Two years ago - File.7 - Il segnale del contrattacco - File.8 - Felicità e follia - File.9 - Trappola doppia - File.10 - Un nemico vicino - File.11 - Le tre morti - File.12 - A traffic jam - File.13 - La trappola dell'alibi - File.14 - All or nothing                                                                  |                                          |                                         |
| 3  | Bloody Monday 3 | 16 novembre 2007 ISBN 978-4-06-363919-3  | 8 luglio 2010 ISBN 978-88-6420-917-3    |
| 3  | Capitoli - File.15 - Lo stratagemma - File.16 - The game is over - File.17 - L'ombra sovrastante - File.18 - I due file - File.19 - Riunione - File.20 - Battle in the dark - File.21 - Pineapple - File.22 - "J" - File.23 - GAME |                                          |                                         |
| 4  | Bloody Monday 4 | 15 febbraio 2008 ISBN 978-4-06-363955-1  | 9 settembre 2010 ISBN 978-88-6420-918-0 |
| 4  | Capitoli - File.24 - La rivincita della setta - File.25 - Actor and actress - File.26 - Alla luce del sole - File.27 - And she said - File.28 - Uno sparo che risuona nell'aria - File.29 - 10 count - File.30 - Your own fault - File.31 - Emergency - File.32 - L'evoluzione di Falcon                                                        |                                          |                                         |
| 5  | Bloody Monday 5 | 17 aprile 2008 ISBN 978-4-06-363978-0    | 10 novembre 2010 ISBN 978-88-6420-919-7 |
| 5  | Capitoli - File.33 - Sacrificio - File.34 - Un piano ingegnoso - File.35 - Time Over - File.36 - Il sabato del destino - File.37 - Faccia a faccia con la volpe - File.38 - Segreto svelato - File.39 - Cain & Abel - File.40 - Pronto alla morte - File.41 - Tragedia improvvisa                                                               |                                          |                                         |
| 6  | Bloody Monday 6 | 17 luglio 2008 ISBN 978-4-06-384015-5    | 10 gennaio 2011 ISBN 978-88-6420-920-3  |
| 6  | Capitoli - File.42 - Situazione disperata - File.43 - Un raggio di luce - File.44 - Il sangue di Dio - File.45 - Indizio ottenuto, speranza persa - File.46 - Circondato dai nemici - File.47 - Un trucco accuratamente allestito - File.48 - Gli ordini di J - File.49 - Un dono dagli Inferi - File.50 - Il nascondiglio della carta vincente |                                          |                                         |
| 7  | Bloody Monday 7 | 17 settembre 2008 ISBN 978-4-06-384046-9 | 9 marzo 2011 ISBN 978-88-6420-921-0     |
| 7  | Capitoli - File.51 - Arrivo a destinazione - File.52 - Una beffa dal cielo - File.53 - Un nuovo palcoscenico - File.54 - Il vero significato - File.55 - L'effetto dell'antivirale - File.56 - L'ora dell'addio - File.57 - Un nuovo incubo - File.58 - Tentata fuga - File.59 - Il vero nemico si trova all'interno                            |                                          |                                         |
| 8  | Bloody Monday 8 | 17 novembre 2008 ISBN 978-4-06-384069-8  | 11 maggio 2011 ISBN 978-88-6420-922-7   |
| 8  | Capitoli - File.60 - La realtà riflessa nello specchio - File.61 - L'ultimo avviso - File.62 - Affari di famiglia - File.63 - L'ultimo favore - File.64 - Addio - File.65 - Il vero obiettivo - File.66 - Un'ora di scontri - File.67 - Luce e ombra - File.68 - Il sorriso del diavolo                                                         |                                          |                                         |
| 9  | Bloody Monday 9 | 17 dicembre 2008 ISBN 978-4-06-384077-3  | 7 luglio 2011 ISBN 978-88-6420-923-4    |
| 9  | Capitoli - File.69 - Sulle tracce delle stelle - File.70 - Tutto come previsto - File.71 - Il trucco - File.72 - Il secondo confronto - File.73 - Un vuoto di tempo - File.74 - Conto alla rovescia - File.75 - L'inizio dello scontro decisivo - File.76 - Grande obiettivo, piccolo sacrificio - File.77 - Un frammento di verità             |                                          |                                         |
| 10 | Bloody Monday 10 | 17 marzo 2009 ISBN 978-4-06-384115-2     | 8 settembre 2011 ISBN 978-88-6420-924-1 |
| 10 | Capitoli - File.78 - Il maestro K - File.79 - La vera personalità di K - File.80 - Un indizio inoppugnabile - File.81 - Il tempo che rimane - File.82 - Occhio per occhio - File.83 - Road to Hell - File.84 - Grida - File.85 - Morte e altro... - File.86 - La pallottola assassina                                                           |                                          |                                         |
| 11 | Bloody Monday 11 | 15 maggio 2009 ISBN 978-4-06-384139-8    | 10 novembre 2011 ISBN 978-88-6420-925-8 |
| 11 | Capitoli - File.87 - Dopo l'irruzione - File.88 - Ritirarsi o andare avanti? - File.89 - Le intenzioni della Russia - File.90 - Battaglia nell'oscurità - File.91 - Fuggiasco VS. inseguitore - File.92 - La verità svelata - File.93 - Time Limit - File.94 - Sei ore di attacco e difesa - File.95 - Il dono del demonio - File.96 - Epilogo  |                                          |                                         |

### Bloody Monday Season 2 - Pandora's Box
| Nº | Titolo italiano | Data di prima pubblicazione             | Data di prima pubblicazione             |
| Nº | Titolo italiano | Giapponese                              | Italiano                                |
| 1  | Bloody Monday Season 2 - Pandora's Box 1 | 17 dicembre 2009 ISBN 978-4-06-384230-2 | 17 ottobre 2012 ISBN 978-88-6420-957-9  |
| 1  | Capitoli - File.1 - Falcon non vola più - File.2 - Prologo della disperazione - File.3 - La bestia affila gli artigli - File.4 - Rendere possibile l'impossibile - File.5 - Un hacker di classe wizard - File.6 - Potere demoniaco |                                         |                                         |
| 2  | Bloody Monday Season 2 - Pandora's Box 2 | 17 febbraio 2010 ISBN 978-4-06-384257-9 | 15 novembre 2012 ISBN 978-88-6420-958-6 |
| 2  | Capitoli - File.7 - Una spia tra i ranghi - File.8 - Un nuovo potere - File.9 - Il custode della chiave - File.10 - La roccaforte violata - File.11 - Con la pistola alla testa - File.12 - Un proiettile fatale - File.13 - Un'esistenza nell'ombra - File.14 - Il ruolo della porta |                                         |                                         |
| 3  | Bloody Monday Season 2 - Pandora's Box 3 | 17 maggio 2010 ISBN 978-88-6420-959-3   | 13 dicembre 2012 ISBN 978-4-06-384304-0 |
| 3  | Capitoli - File.15 - Città di morte - File.16 - Rumore di passi dall'inferno - File.17 - Poco tempo per entrambi - File.18 - Comincia il conto alla rovescia - File.19 - Key Person - File.20 - Una disperata guerra psicologica - File.21 - Cinque minuti al disastro - File.22 - Chi la dura la vince - File.23 - La fine di un eroe                                                       |                                         |                                         |
| 4  | Bloody Monday Season 2 - Pandora's Box 4 | 17 agosto 2010 ISBN 978-4-06-384348-4   | 16 gennaio 2013 ISBN 978-88-6420-960-9  |
| 4  | Capitoli - File.24 - Ryunosuke Takagi - File.25 - Le reali intenzioni dei terroristi - File.26 - Il vero obiettivo - File.27 - L'hacker in possesso della chiave - File.28 - L'unica strada - File.29 - La distanza tra i due - File.30 - Il confine tra la vita e la morte - File.31 - Tempo di entrare in azione - File.32 - Il collegamento                                               |                                         |                                         |
| 5  | Bloody Monday Season 2 - Pandora's Box 5 | 15 ottobre 2010 ISBN 978-4-06-384386-6  | 14 febbraio 2013 ISBN 978-88-6420-961-6 |
| 5  | Capitoli - File.33 - Hibiki Mizusawa - File.34 - La promessa - File.35 - Separazione momentanea - File.36 - All'altro capo del condotto - File.37 - Un attacco risoluto - File.38 - Un incontro fugace - File.39 - La caccia ha inizio - File.40 - Il re - File.41 - Il detentore del vero potere                                                                                            |                                         |                                         |
| 6  | Bloody Monday Season 2 - Pandora's Box 6 | 17 gennaio 2011 ISBN 978-4-06-384431-3  | 14 febbraio 2013 ISBN 978-88-6420-962-3 |
| 6  | Capitoli - File.42 - Scontro ravvicinato - File.43 - Un'insidiosa tranquillità - File.44 - Le reali intenzioni dei terroristi - File.45 - L'anniversario della rivoluzione - File.46 - Una situazione in bilico - File.47 - Un lavoro da sessanta milioni di dollari - File.48 - Le bestie cominciano a muoversi - File.49 - Preparativi per il ricevimento - File.50 - Un inizio silenzioso |                                         |                                         |
| 7  | Bloody Monday Season 2 - Pandora's Box 7 | 17 marzo 2011 ISBN 978-4-06-384463-4    | 16 maggio 2013 ISBN 978-88-6420-963-0   |
| 7  | Capitoli - File.51 - American Pride - File.52 - Sparatoria al ricevimento - File.53 - Il momento in cui il mondo cambierà - File.54 - Il vero obiettivo - File.55 - Terrore invisibile - File.56 - Sperimentare la paura - File.57 - Hansel e Gretel - File.58 - Tradimento dall'interno - File.59 - La vera identità celata nell'ombra                                                      |                                         |                                         |
| 8  | Bloody Monday Season 2 - Pandora's Box 8 | 17 maggio 2011 ISBN 978-4-06-384491-7   | 13 giugno 2013 ISBN 978-88-6420-964-7   |
| 8  | Capitoli - File.60 - Un corpo necessario - File.61 - Un uccello in gabbia - File.62 - Un'ombra nell'oscurità - File.63 - La scommessa pericolosa - File.64 - Confusione - File.65 - Il terrore finale - File.66 - Ritorno e separazione - File.67 - Al cospetto della morte - File.68 - L'ultima destinazione                                                                                |                                         |                                         |

### Bloody Monday Last Season
| Nº | Titolo italiano | Data di prima pubblicazione             | Data di prima pubblicazione              |
| Nº | Titolo italiano | Giapponese                              | Italiano                                 |
| 1  | Bloody Monday Last Season 1 | 17 ottobre 2011 ISBN 978-4-06-384572-3  | 19 dicembre 2013 ISBN 978-88-6420-736-0  |
| 1  | Capitoli - File.1 - Un nuovo terrorista - File.2 - Contrattacco - File.3 - Intenzioni omicide - File.4 - L'apparizione dei tre - File.5 - Countdown - File.6 - L'uomo in grado di cambiare il mondo - File.7 - Le rispettive ragioni - File.8 - Il passato rivelato |                                         |                                          |
| 2  | Bloody Monday Last Season 2 | 16 dicembre 2011 ISBN 978-4-06-384609-6 | 13 marzo 2014 ISBN 978-88-6420-883-1     |
| 2  | Capitoli - File.9 - Le catene del destino - File.10 - La determinazione di Falcon - File.11 - Braccati - File.12 - Ognuno è pronto a modo suo - File.13 - Raduno di eroi - File.14 - Barlume di speranza - File.15 - Incontro con la verità - File.16 - Le ultime parole - File.17 - Sotto la maschera                                                                   |                                         |                                          |
| 3  | Bloody Monday Last Season 3 | 17 febbraio 2012 ISBN 978-4-06-384633-1 | 19 giugno 2014 ISBN 978-88-6420-971-5    |
| 3  | Capitoli - File.18 - Le ali della THIRD-i - File.19 - Sentimenti sbocciati - File.20 - Con la pistola puntata - File.21 - Fra le fiamme - File.22 - La vera natura del nemico - File.23 - Vittime esemplari - File.24 - Morte in prima linea - File.25 - Addio, compagno! - File.26 - Un avversario predestinato                                                         |                                         |                                          |
| 4  | Bloody Monday Last Season 4 | 17 maggio 2012 ISBN 978-4-06-384678-2   | 18 settembre 2014 ISBN 978-88-6920-044-1 |
| 4  | Capitoli - File.27 - Una dimostrazione materna - File.28 - Piano segreto tra le fila del nemico - File.29 - Ritorno alle origini - File.30 - Protezione a oltranza - File.31 - Oltre il sacrificio - File.32 - Il successore - File.33 - Le vittime - File.34 - Madre e figlio - File.35 - In seguito... - File.36 - Cose perse, cose guadagnate - Storia Extra - File.0 |                                         |                                          |